# Peter Scholz (Diplomat, 1930)
Peter Paul Carl Scholz (* 4. November 1930 in Nieder Hermsdorf, Landkreis Neisse; † 12. August 2019 in Sassari; Pseudonyme: Peter Gauers, Miro) war ein deutscher Diplomat. Er war von 1976 bis 1978 der erste Botschafter der Bundesrepublik Deutschland in Hanoi (Vietnam).

## Leben
Scholz entstammte einer in Schlesien verwurzelten Familie; sein Großvater Rappsilber erwarb und sanierte die Porzellanfabrik in Königszelt, sein Großvater Scholz und auch sein Vater hatten leitende Positionen in schlesischen Kreditinstituten. Zunächst besuchte Scholz das humanistische Gymnasium in Neisse. Nach der Vertreibung seiner Familie aus Schlesien setzte er seine Schulausbildung bis zum Abitur am St. Albertus-Gymnasium in Königstein im Taunus fort. Im Sommer 1950 begann er in Frankfurt am Main das Studium der Wirtschafts- und Sozialwissenschaften. Bald danach hielt er sich in Südwestafrika (Namibia) auf, wo er auf einer Farm der Familie arbeitete, dann eine Banklehre machte und an der Universität Stellenbosch in Südafrika sein wirtschafts- und sozialwissenschaftliches Studium fortsetzte. Im Jahr 1953 kehrte er nach Deutschland zurück und studierte in Hamburg, später noch in Dublin.
Im Jahr 1956 wurde er in Graz (Steiermark) zum Dr. rer. pol. promoviert. 1954 kam er ins deutsche Auswärtige Amt und machte dort seine Karriere als Diplomat. In seiner Dienstzeit erhielt er 13 Posten, die meisten davon in Asien und Afrika. Er war Vortragender Legationsrat im Auswärtigen Amt, als er Mitte Juli 1976 nach Hanoi an die erst am 20. April eröffnete Botschaft ging, um dort offiziell ab 23. August 1976 als erster außerordentlicher und bevollmächtigter Botschafter die Bundesrepublik Deutschland in dem nach dem Vietnamkrieg vereinten Vietnam zu vertreten. Ende 1978 wurde er von Amtsnachfolger Reinhard Holubek abgelöst. Anschließend war Scholz von 1979 bis 1983 Botschafter in Antananarivo (Madagaskar), in Amtsunion zugleich als Botschafter in Mauritius, und von 1983 bis 1986 in Lomé (Togo). Sein letzter Posten seit 1986 bis zu seiner Pensionierung im Jahr 1994 war Manila auf den Philippinen.
Von 1950 bis 1975 war Scholz – später nebenberuflich mit Genehmigung des Auswärtigen Amtes – für die ARD, den Deutschlandfunk in Köln und das in Düsseldorf erscheinende „Handelsblatt“ tätig.
Scholz lebte zuletzt in Pfalzen (Südtirol). Er war seit 2008 verheiratet und hatte eine erwachsene Tochter aus einer früheren Beziehung.

## Ehrungen
- 1986: Verdienstkreuz 1. Klasse der Bundesrepublik Deutschland
- Ritter des Päpstlichen Ritterordens des heiligen Gregor des Großen

## Veröffentlichungen
Neben seiner langjährigen journalistischen Tätigkeit für verschiedene Medien veröffentlichte Scholz auch zahlreiche Artikel u. a. zu Fragen des Ost-West-Konflikts und des deutsch-französischen Verhältnisses in der Zeitschrift „Außenpolitik“. Im Jahr 1997 gab er seine Autobiografie Exotische Posten. Was man im Auswärtigen Dienst so alles tun und erleben kann. Ein Lebensweg von Neisse nach Manila heraus (EOS-Verlag, St. Ottilien 1997, ISBN 3-88096-477-7).

### Peter Gauers
Unter seinem Pseudonym Peter Gauers veröffentlichte Scholz
- Japan im Wettbewerb, in: Studienreihe Japanwirtschaft, Band 9, Deutsch-Japanisches Wirtschaftsbüro, 1968
- Im Schatten Chinas, Verlag Basler Nachrichten, 1968